# Verbascum turcicum
Verbascum turcicum är en flenörtsväxtart som beskrevs av Bani, Adigüzel och Karavel.. Verbascum turcicum ingår i släktet kungsljus, och familjen flenörtsväxter. Inga underarter finns listade i Catalogue of Life.